# Zajčji Vrh pri Stopičah

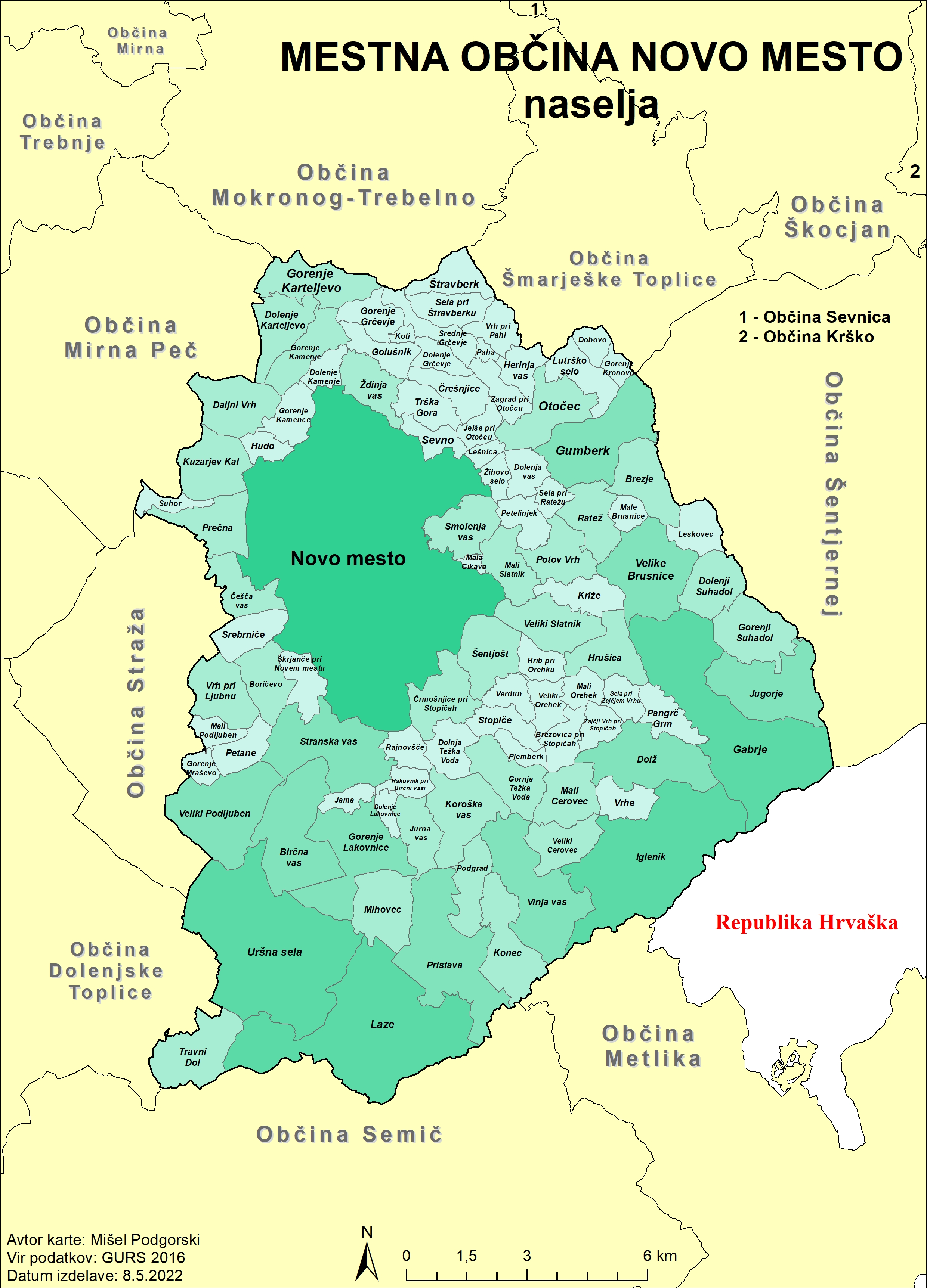
Ortschaften der Stadtgemeinde Novo mesto

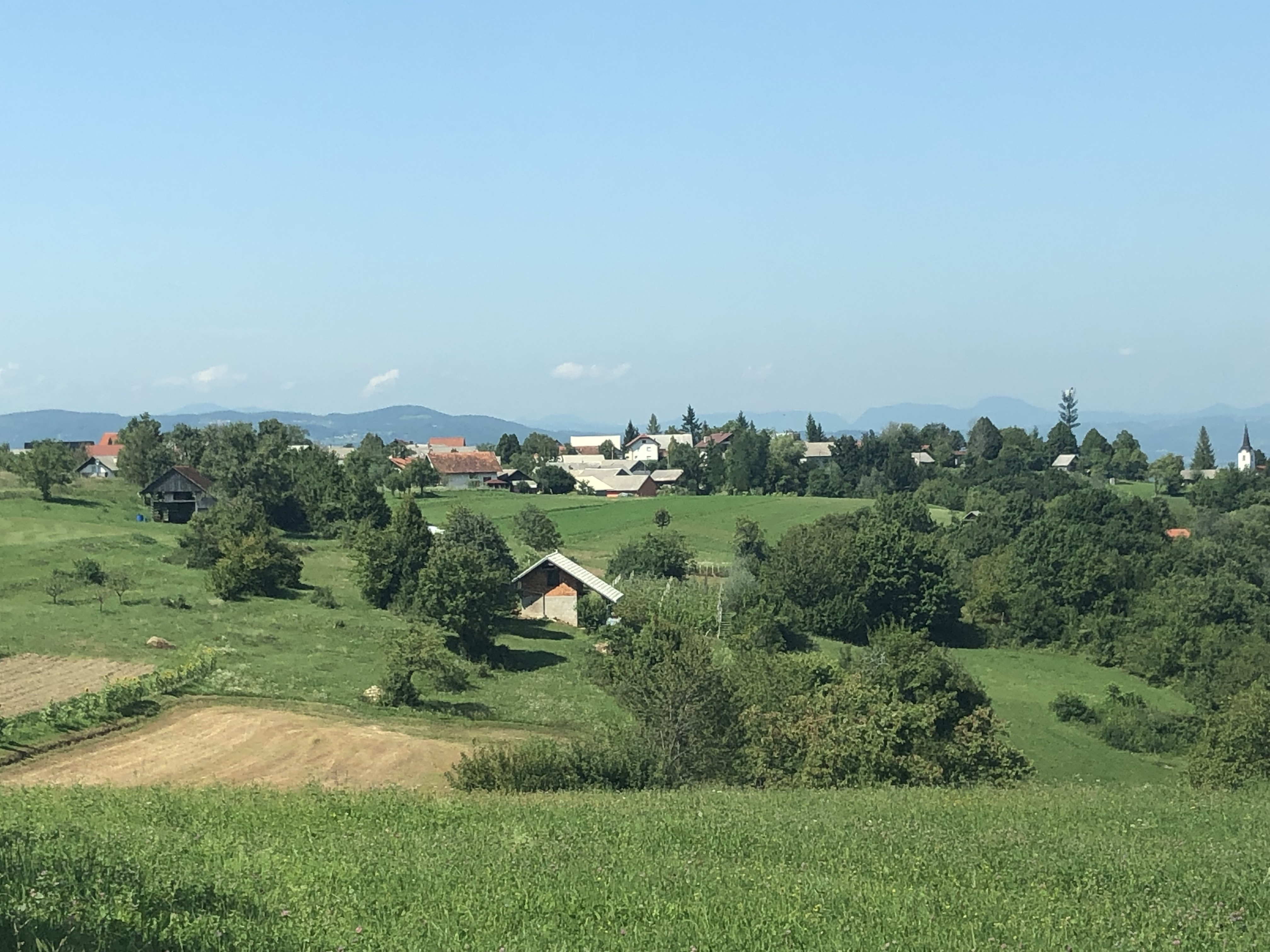
Blick auf Zajčji Vrh pri Stopičah

Zajčji Vrh pri Stopičah (dt. Hasenberg) ist der Name einer Ortschaft im Südosten Sloweniens, die zur Ortsgemeinschaft Dolž der Stadtgemeinde Novo mesto gehört.

## Lage
Zajčji Vrh pri Stopičah liegt auf einer Anhöhe des Gorjanci-Gebirges oberhalb der Klamfer, eines Nebenflusses der Krka. Das Dorf ist knapp sieben Kilometer Luftlinie vom nordwestlich liegenden Stadtzentrum Novo Mestos entfernt und liegt zwischen Mali Orehek und Dolž.
Wie die umgebenden Siedlungen ist Zajčji Vrh pri Stopičah landwirtschaftlich geprägt, vor allem wird hier Weinbau unter anderem auch mit der Weinspezialität Cviček betrieben. 